# John N. Dalton
John Nichols Dalton (Emporia, 11 luglio 1931 – Richmond, 30 luglio 1986) è stato un politico statunitense.

## Biografia
Fu il sessantatreesimo governatore della Virginia. Era il figlio adottivo di Ted Dalton, studiò al College di William e Mary e alla University of Virginia Law School.
Oltre alla carica di governatore ricoprì anche la carica di vicegovernatore.